# Kenny G

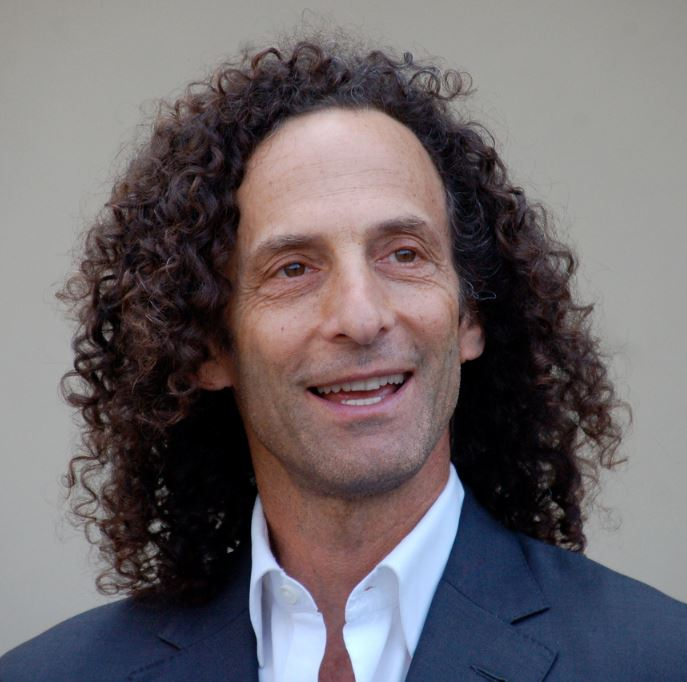
Kenny G (2013)

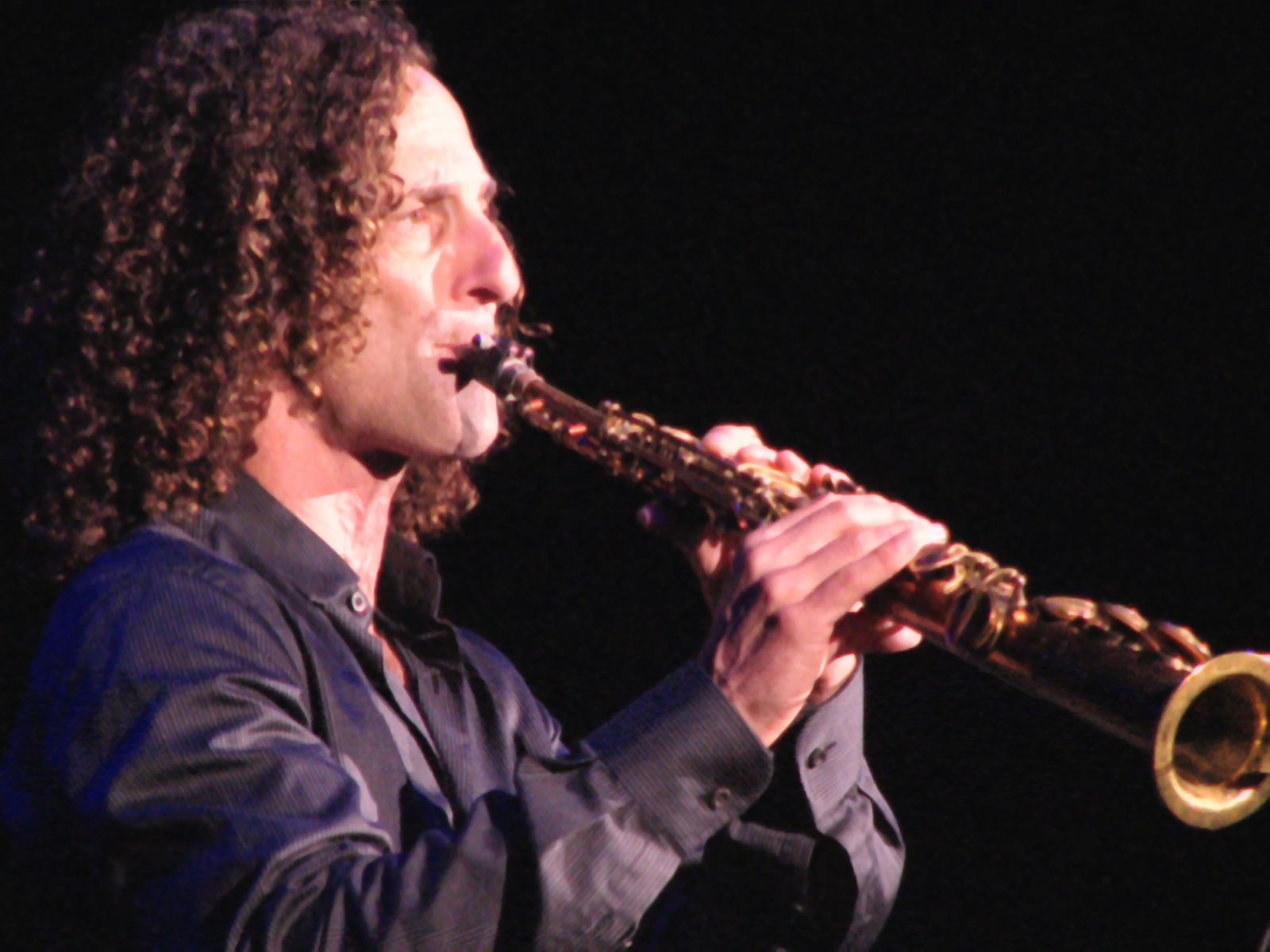
Kenny G (2007)

Kenneth Gorelick (* 5. Juni 1956 in Seattle), besser bekannt unter seinem Künstlernamen Kenny G, ist ein US-amerikanischer Sopransaxophonist.

## Werdegang
Mit 17 Jahren begann er, in Barry Whites Love Unlimited Orchestra zu spielen. Er studierte an der Universität von Washington. Seit 1981 veröffentlichte Kenny G mehrere Soloalben und arbeitete mit Whitney Houston, Natalie Cole und Aretha Franklin zusammen. Den Durchbruch schaffte Kenny G 1986 mit seinem vierten Album Duotones. 1994 gewann Kenny G den Grammy Award for Best Instrumental Composition für Forever in Love. Besonderen Erfolg verbuchte Kenny G mit seinen Hits Songbird und Waiting for You.
Kenny G spielte auch mit den Rippingtons und war auch auf einigen Soundtracks vertreten, darunter Bodyguard, Pretty Woman, beim Disney-Pixar Animationsfilm Cars, bei der Filmmusik von Entscheidung aus Liebe (mit Filmmusik-Produzent James Newton Howard) spielte er Saxophon. Seit dem Album Breathless (1992) arbeitet Kenny G mit seinem Freund und Produzenten Walter Afanasieff (u. a. „My Heart Will Go On“/Celine Dion oder „Hero“/Mariah Carey) zusammen. 2011 trat Gorelick in der Extended Version des Musikvideos „Last Friday Night“ von Katy Perry als Uncle Kenny auf.

## Diskografie

### Studioalben
| Jahr | Titel                                                             | Höchstplatzierung, Gesamtwochen, AuszeichnungChartplatzierungen (Jahr, Titel, Platzierungen, Wochen, Auszeichnungen, Anmerkungen) | Höchstplatzierung, Gesamtwochen, AuszeichnungChartplatzierungen (Jahr, Titel, Platzierungen, Wochen, Auszeichnungen, Anmerkungen) | Höchstplatzierung, Gesamtwochen, AuszeichnungChartplatzierungen (Jahr, Titel, Platzierungen, Wochen, Auszeichnungen, Anmerkungen) | Höchstplatzierung, Gesamtwochen, AuszeichnungChartplatzierungen (Jahr, Titel, Platzierungen, Wochen, Auszeichnungen, Anmerkungen) | Anmerkungen                              |
| Jahr | Titel                                                             | DE | AT | UK | US | Anmerkungen                              |
| ---- | ----------------------------------------------------------------- | --- | --- | --- | --- | ---------------------------------------- |
| 1982 | Kenny G                                                           | — | — | — | US— GoldUS | Erstveröffentlichung: 1982               |
| 1983 | G Force                                                           | — | — | UK56 (5 Wo.)UK | US62 Platin · (21 Wo.)US | Erstveröffentlichung: 1983               |
| 1985 | Gravity                                                           | — | — | — | US97 Platin · (12 Wo.)US | Erstveröffentlichung: 29. April 1985     |
| 1986 | Duotones                                                          | DE21 (9 Wo.)DE | AT11 (10 Wo.)AT | UK28 (5 Wo.)UK | US6 ×5Fünffachplatin · (102 Wo.)US                                                                                                | Erstveröffentlichung: 24. Juli 1986      |
| 1988 | Silhouette                                                        | — | — | — | US8 ×4Vierfachplatin · (57 Wo.)US                                                                                                 | Erstveröffentlichung: 4. Oktober 1988    |
| 1992 | Breathless                                                        | — | — | UK4 Gold · (27 Wo.)UK | US2 ×2Diamant + Doppelplatin · (214 Wo.)US                                                                                        | Erstveröffentlichung: 20. Oktober 1992   |
| 1994 | Miracles: The Holiday Album                                       | — | — | — | US1 ×8Achtfachplatin · (17 Wo.)US                                                                                                 | Erstveröffentlichung: Oktober 1994       |
| 1996 | The Moment                                                        | DE55 (4 Wo.)DE | — | UK19 Gold · (9 Wo.)UK | US2 ×4Vierfachplatin · (51 Wo.)US                                                                                                 | Erstveröffentlichung: 1. Oktober 1996    |
| 1999 | Classics in the Key of G                                          | — | — | — | US17 Platin · (33 Wo.)US | Erstveröffentlichung: 28. Juni 1999      |
| 1999 | Faith: A Holiday Album                                            | — | — | — | US6 ×3Dreifachplatin · (9 Wo.)US                                                                                                  | Erstveröffentlichung: 16. November 1999  |
| 2002 | Paradise                                                          | — | — | — | US9 Gold · (18 Wo.)US | Erstveröffentlichung: 10. September 2002 |
| 2002 | Wishes: A Holiday Album                                           | — | — | — | US29 Gold · (10 Wo.)US | Erstveröffentlichung: 22. Oktober 2002   |
| 2004 | At Last...The Duets Album                                         | — | — | — | US40 Gold · (18 Wo.)US | Erstveröffentlichung: 23. November 2004  |
| 2006 | I’m in the Mood for Love...The Most Romantic Melodies of All Time | — | — | — | US37 (14 Wo.)US | Erstveröffentlichung: 14. November 2006  |
| 2008 | Rhythm & Romance                                                  | — | — | — | US14 (11 Wo.)US | Erstveröffentlichung: 5. Februar 2008    |
| 2010 | Heart and Soul                                                    | — | — | — | US33 (5 Wo.)US | Erstveröffentlichung: 29. Juni 2010      |
| 2015 | Brazilian Nights                                                  | — | — | — | US86 (1 Wo.)US | Erstveröffentlichung: 27. Januar 2015    |
| 2021 | New Standards                                                     | — | — | — | — | Erstveröffentlichung: 3. Dezember 2021   |
| 2023 | Innocence                                                         | — | — | — | — | Erstveröffentlichung: 1. Dezember 2023   |

### Livealben
| Jahr | Titel | Höchstplatzierung, Gesamtwochen, AuszeichnungChartsChartplatzierungen (Jahr, Titel, Platzierungen, Wochen, Auszeichnungen, Anmerkungen) | Anmerkungen                             |
| Jahr | Titel | US | Anmerkungen                             |
| ---- | ----- | --- | --------------------------------------- |
| 1989 | Live  | US16 ×4Vierfachplatin · (122 Wo.)US | Erstveröffentlichung: 21. November 1989 |

Weitere Livealben
- 2006: Best

### Kompilationen
| Jahr | Titel                             | Höchstplatzierung, Gesamtwochen, AuszeichnungChartplatzierungen (Jahr, Titel, Platzierungen, Wochen, Auszeichnungen, Anmerkungen) | Höchstplatzierung, Gesamtwochen, AuszeichnungChartplatzierungen (Jahr, Titel, Platzierungen, Wochen, Auszeichnungen, Anmerkungen) | Höchstplatzierung, Gesamtwochen, AuszeichnungChartplatzierungen (Jahr, Titel, Platzierungen, Wochen, Auszeichnungen, Anmerkungen) | Anmerkungen                             |
| Jahr | Titel                             | DE | UK | US | Anmerkungen                             |
| ---- | --------------------------------- | --- | --- | --- | --------------------------------------- |
| 1990 | Montage                           | — | UK32 (7 Wo.)UK | — | Erstveröffentlichung: März 1990         |
| 1994 | The Very Best of                  | DE52 (9 Wo.)DE | — | — | Erstveröffentlichung: Mai 1994          |
| 1997 | Greatest Hits                     | — | UK38 Gold · (5 Wo.)UK | US19 ×3Dreifachplatin · (37 Wo.)US                                                                                                | Erstveröffentlichung: 18. November 1997 |
| 2003 | Ultimate                          | — | — | US42 (10 Wo.)US | Erstveröffentlichung: 10. Juni 2003     |
| 2004 | Songbird: The Ultimate Collection | — | UK24 Silber · (4 Wo.)UK | — | Erstveröffentlichung: 2. August 2004    |
| 2005 | The Greatest Holiday Classics     | — | — | US39 (15 Wo.)US | Erstveröffentlichung: 18. Oktober 2005  |
| 2006 | Holiday Collection                | — | — | US85 (30 Wo.)US | Erstveröffentlichung: 13. Juni 2006     |
| 2012 | The Classic Christmas Album       | — | — | US128 (12 Wo.)US | Erstveröffentlichung: 2. Oktober 2012   |

Weitere Kompilationen
- 1990: The Collection
- 1997: Six of Hearts
- 2001: In America
- 2004: The Romance of
- 2004: Artist Collection
- 2006: The Essential
- 2008: Playlist: The Very Best of
- 2008: Love Ballads
- 2009: Forever in Love: Best of
- 2009: Super Hits

### Singles als Leadmusiker
| Jahr | Titel Album                                     | Höchstplatzierung, Gesamtwochen, AuszeichnungChartplatzierungen (Jahr, Titel, Album, Platzierungen, Wochen, Auszeichnungen, Anmerkungen) | Höchstplatzierung, Gesamtwochen, AuszeichnungChartplatzierungen (Jahr, Titel, Album, Platzierungen, Wochen, Auszeichnungen, Anmerkungen) | Höchstplatzierung, Gesamtwochen, AuszeichnungChartplatzierungen (Jahr, Titel, Album, Platzierungen, Wochen, Auszeichnungen, Anmerkungen) | Anmerkungen                                                                  |
| Jahr | Titel Album                                     | DE | UK | US | Anmerkungen                                                                  |
| ---- | ----------------------------------------------- | --- | --- | --- | ---------------------------------------------------------------------------- |
| 1984 | Hi, How Ya Doin'? G Force                       | — | UK70 (3 Wo.)UK | — | Erstveröffentlichung: April 1984                                             |
| 1986 | What Does It Take (To Win Your Love) Duotones   | — | UK64 (3 Wo.)UK | — | Erstveröffentlichung: August 1986                                            |
| 1987 | Songbird Duotones                               | DE53 (6 Wo.)DE | UK22 (7 Wo.)UK | US4 Gold · (22 Wo.)US | Erstveröffentlichung: März 1987                                              |
| 1987 | Don't Make Me Wait for Love Duotones            | — | — | US15 (19 Wo.)US | Erstveröffentlichung: August 1987 feat. Lenny Williams                       |
| 1988 | Silhouette                                      | — | — | US13 (17 Wo.)US | Erstveröffentlichung: Oktober 1988                                           |
| 1989 | We’ve Saved the Best for Last Silhouette        | — | — | US47 (9 Wo.)US | Erstveröffentlichung: Januar 1989 feat. Smokey Robinson                      |
| 1989 | Going Home Live                                 | — | — | US56 (7 Wo.)US | Erstveröffentlichung: Dezember 1989                                          |
| 1992 | Forever in Love Breathless                      | — | UK47 (3 Wo.)UK | US18 Gold · (23 Wo.)US | Erstveröffentlichung: Dezember 1992                                          |
| 1993 | By the Time This Night Is Over Breathless       | — | UK56 (3 Wo.)UK | US25 (20 Wo.)US | Erstveröffentlichung: Mai 1993 feat. Peabo Bryson                            |
| 1993 | Sentimental Breathless                          | — | — | US72 (10 Wo.)US | Erstveröffentlichung: November 1993                                          |
| 1996 | The Moment                                      | — | — | US63 (14 Wo.)US | Erstveröffentlichung: November 1996                                          |
| 1997 | Every Time I Close My Eyes The Moment / The Day | DE87 (3 Wo.)DE | UK13 (4 Wo.)UK | US6 Platin · (26 Wo.)US | Erstveröffentlichung: 14. Januar 1997 mit Babyface, Mariah Carey & Sheila E. |
| 1997 | Havana The Moment                               | — | — | US66 (19 Wo.)US | Erstveröffentlichung: Februar 1997                                           |
| 1999 | Auld Lang Syne Faith: A Holiday Album           | — | — | US7 (5 Wo.)US | Erstveröffentlichung: Dezember 1999                                          |

### Singles als Gastmusiker
| Jahr | Titel Album                               | Höchstplatzierung, Gesamtwochen, AuszeichnungChartplatzierungen (Jahr, Titel, Album, Platzierungen, Wochen, Auszeichnungen, Anmerkungen) | Höchstplatzierung, Gesamtwochen, AuszeichnungChartplatzierungen (Jahr, Titel, Album, Platzierungen, Wochen, Auszeichnungen, Anmerkungen) | Anmerkungen                                                          |
| Jahr | Titel Album                               | UK | US | Anmerkungen                                                          |
| ---- | ----------------------------------------- | --- | --- | -------------------------------------------------------------------- |
| 1992 | Missing You Now Time, Love & Tenderness   | UK28 (4 Wo.)UK | US12 (20 Wo.)US | Erstveröffentlichung: Januar 1992 Michael Bolton feat. Kenny G       |
| 1997 | How Could an Angel Break My Heart Secrets | UK22 (4 Wo.)UK | — | Erstveröffentlichung: 4. November 1997 Toni Braxton feat. Kenny G    |
| 2019 | Use This Gospel Jesus Is King             | — | US37 Gold · (1 Wo.)US | Erstveröffentlichung: Oktober 2019 Kanye West feat. Clipse & Kenny G |

### Videoalben
- 1990: Kenny G Live in Concert (US: Platin)

## Auszeichnungen für Musikverkäufe
| Goldene Schallplatte - Australien - 1993: für das Album Montage - 1995: für das Album Miracles: The Holiday Album - 1996: für das Album The Moment - 1998: für das Album Greatest Hits - Brasilien - 1997: für das Album The Moment - 2002: für das Album Paradise - 2004: für das Album Classics in the Key of G - 2004: für das Album Montage - 2024: für das Lied Use This Gospel - Hongkong - 1990: für das Album Duotones - 1990: für das Album Silhouette - Japan - 1993: für das Album Breathless - 1994: für das Album Montage - 1997: für das Album Miracles: The Holiday Album - Kanada - 1991: für das Album Live - Neuseeland - 1995: für das Album Miracles: The Holiday Album - 1997: für das Album The Moment - Norwegen - 1994: für das Album The Collection - Spanien - 1995: für das Album Miracles: The Holiday Album - 1997: für das Album Greatest Hits - 1999: für das Album Classics in the Key of G | Platin-Schallplatte - Brasilien - 1995: für das Album Breathless - 1995: für das Album Miracles: The Holiday Album - 2004: für das Album Greatest Hits - 2004: für das Album Live - Hongkong - 1997: für das Album Greatest Hits - Japan - 1998: für das Album The Moment - 2000: für das Album Greatest Hits - Kanada - 1989: für das Album Duotones - 1990: für das Album Silhouette - 1998: für das Album Greatest Hits - Neuseeland - 1994: für das Album Breathless - 2000: für das Album Classics in the Key of G - Spanien - 1997: für das Album The Moment 2× Platin-Schallplatte - Kanada - 1997: für das Album The Moment - Spanien - 1994: für das Album Breathless 3× Platin-Schallplatte - Australien - 1993: für das Album Breathless - Kanada - 1994: für das Album Breathless |

Anmerkung: Auszeichnungen in Ländern aus den Charttabellen bzw. Chartboxen sind in ebendiesen zu finden.
| Land/RegionAuszeichnungen für Musikverkäufe (Land/Region, Auszeichnungen, Verkäufe, Quellen) | Silber  | Gold       | Platin       | Diamant  | Verkäufe   | Quellen                   |
| -------------------------------------------------------------------------------------------- | ------- | ---------- | ------------ | -------- | ---------- | ------------------------- |
| Australien (ARIA)                                                                            | —       | 4× Gold4   | 3× Platin3   | —        | 350.000    | aria.com.au               |
| Brasilien (PMB)                                                                              | —       | 5× Gold5   | 4× Platin4   | —        | 1.370.000  | pro-musicabr.org.br       |
| Hongkong (IFPI/HKRIA)                                                                        | —       | 2× Gold2   | Platin1      | —        | 40.000     | ifpihk.org                |
| Japan (RIAJ)                                                                                 | —       | 3× Gold3   | 2× Platin2   | —        | 700.000    | riaj.or.jp                |
| Kanada (MC)                                                                                  | —       | Gold1      | 8× Platin8   | —        | 850.000    | musiccanada.com           |
| Neuseeland (RMNZ)                                                                            | —       | 2× Gold2   | 2× Platin2   | —        | 45.000     | aotearoamusiccharts.co.nz |
| Norwegen (IFPI)                                                                              | —       | Gold1      | —            | —        | 25.000     | ifpi.no                   |
| Spanien (Promusicae)                                                                         | —       | 3× Gold3   | 3× Platin3   | —        | 450.000    | elportaldemusica.es ES2   |
| Vereinigte Staaten (RIAA)                                                                    | —       | 7× Gold7   | 38× Platin38 | Diamant1 | 50.600.000 | riaa.com                  |
| Vereinigtes Königreich (BPI)                                                                 | Silber1 | 3× Gold3   | —            | —        | 360.000    | bpi.co.uk                 |
| Insgesamt                                                                                    | Silber1 | 31× Gold31 | 61× Platin61 | Diamant1 |            |                           |